# Policejní akademie 2: První nasazení
Policejní akademie 2: První nasazení (někdy označováno: Jejich první nasazení) je filmová komedie natočená v roce 1985, kterou režíroval Jerry Paris.

## Děj
Po náhodném útoku, který předchozí noc spáchal místní gang známý jako "Scullioni" a jejich infantilní vůdce Zed McGlunk (Bobcat Goldthwait), přijíždí na 16. okrsek náčelník Henry Hurst (George R. Robertson) a oznamuje jeho kapitánovi Petu Lassardovi (Howard Hesseman), že okrsek je nejhorší ve městě. Lassard protestuje s tím, že jeho policisté jsou přestárlí a mají málo lidí, a proto už nemohou odvádět svou práci. Hurst přesto dává Lassardovi 30 dní na to, aby okrsek změnil, jinak končí. Než Hurst odejde, poručík Mauser (Art Metrano) si vymyslí, jak získat povýšení na kapitána, pokud Lassard neuspěje. Kapitán Lassard pak zavolá svému bratrovi Ericovi (George Gaynes), který má na starosti policejní akademii, a požádá ho o šest nových rekrutů. Mauser je viděn, jak hovoří se svým přitroublým parťákem, seržantem Proctorem (Lance Kinsey), jak se snaží převzít kontrolu nad okrskem.
Nejlepší absolventi velitele Lassarda Carey Mahoney (Steve Guttenberg), Larvell Jones (Michael Winslow), Eugene Tackleberry (David Graf), Moses Hightower (Bubba Smith), Laverne Hooksová (Marion Ramsey) a Douglas Fackler (Bruce Mahler) přijíždějí z policejní akademie a nastupují na 16. okrsek, přičemž někteří z nich jsou přiděleni k parťákovi policejnímu veteránovi. Fackler je přidělen k Dooleymu (Ed Herlihy), Mahoney k Vinniemu Schtulmanovi (Peter van Norden) a Tackleberry k seržantce Kathleen Kirklandové (Colleen Camp). Tackleberry se později Mahoneymu svěří, že se do Kirklandové možná zamiloval.
Mauser se mnohokrát pokusí sabotovat nové rekruty, přičemž se osobně zaměří na Mahoneyho. Během hlídky Mahoney a Schtulman zpozorují loupežné přepadení u obchodníka, ale lupiči ve zmatku, který částečně způsobí reagující policisté, uprchnou. Mauser je připraven je suspendovat, ale Mahoney přednese vášnivou prosbu, která Lassarda přesvědčí, aby jim dal ještě jednu šanci. Zatímco se to všechno děje, Zed a jeho parta se vydají na "nákupy" do supermarketu, kde způsobí zmatek a chaos.
Mauser dá Mahoneymu nový úkol: hlídkovat v tunelu, což má za následek, že je on i jeho parťák pokrytý sazemi. Zoney se Mauserovi pomstí tím, že mu vymění šampon za Tackleberryho roztok epoxidové pryskyřice ze sady na opravu přileb, který Mauserovi přilepí ruce k vlasům. Nakonec se ztrapní před stanicí a po zbytek filmu musí nosit paruku. Kapitán Lassard zahlédne několik Zedových mužů a snaží se s nimi vypořádat, ale je přemožen a postříkán. Tento ponižující čin dodá Lassardovi odvahu a dovolí okrsku použít "jakékoliv prostředky", aby pomohl gang zadržet. Dojde k pokroku a většina gangu je dopadena při incidentu v baru Modrá ústřice, ale Mauser informuje kapitána, že většinu obvinění nechal stáhnout kvůli nepřiměřené síle a porušení postupů. Mahoney vidí, že to Mauser udělal schválně, a tak jako pomstu informuje sestru, která má na starosti dříve nařízenou prohlídku tělních dutin, aby Mauserovi provedla zákrok.
Později jde Tackleberry na rande s Kirklandovou, kde zůstanou dlouho do noci. Vyznávají si lásku a milují se (poté, co si vyjmou četné skryté zbraně). Kapitán Lassard jde za svým bratrem Ericem do japonského steakhousu a Eric přijde s nápadem uspořádat pouť. V noci konání jarmarku však Zedovi muži podnik zdemolují. Lassard je druhý den bez práce, zatímco Mauser je povýšen na kapitána. Jeho prvním činem je odvolání Mahoneyho a Schtulmana, který se proti Mahoneyho propuštění rychle ohradí.
Mahoney, Schtulman a Lassard se spojí v posledním pokusu gang zastavit. Pošlou Mahoneyho v utajení, aby se do gangu infiltroval. Lassard a Schtulman ho odposlouchávají pomocí pana mikrofonu. V přestrojení za "Jugheada", bývalého člena gangu "The Archies", se mu podaří do gangu proniknout a zjistit jak jejich úkryt (opuštěná ZOO v Griffithově parku), tak jméno jejich vůdce. Jeho krytí je však prozrazeno poté, co mikrofon přeruší rozhlasovou reklamu, což vede k tomu, že kapitán Lassard svolá všechny muže na místo. Policisté dorazí na místo, ale jsou zastaveni Mauserem. Mauser se pokusí provést razii, ale Fackler ho omylem srazí ve vzduchovém potrubí a strčí ho dovnitř, což vede k tomu, že Mausera zajme Zed a jeho gang. Policisté uspořádají vlastní razii a podaří se jim gang přemoci a zatknout. Zed se pokusí s Mahoneym utéct, ale Lassard mu zabrání v útěku a chystá se Zeda zastřelit. Mahoney však srazí Zeda ze schodů, kde ho Hooksová zatkne. Poté vyjde najevo, že Lassardova zbraň nebyla nabitá, protože "od roku 73 nenosil ostré náboje". Lassard je později znovu jmenován kapitánem, stejně jako Mahoney a Schtulman v policii, zatímco Mauser je degradován zpět na poručíka za to, že málem zmařil Lassardův zátah.
Důstojníci (včetně znovu dosazeného Lassarda) se účastní svatby Tackleberryho a Kirklandové. Z pozemku policejní akademie odjíždějí v monster trucku.

## Obsazení
| George Gaynes     | velitel Eric Lassard |
| Art Metrano       | kapitán Mauser       |
| Steve Guttenberg  | Carey Mahoney        |
| Michael Winslow   | Larvell Jones        |
| Bubba Smith       | Moses Hightower      |
| David Graf        | Eugene Tackleberry   |
| Marion Ramsey     | Laverne Hooksová     |
| Bruce Mahler      | Douglas Fackler      |
| Colleen Camp      | Kathleen Kirkland    |
| Howard Hesseman   | Peter 'Pete' Lassard |
| Bobcat Goldthwait | Zed                  |
| Julie Brown       | Chloe                |
| Peter Van Norden  | Vinnie Schtulman     |
| Tim Kazurinsky    | Sweetchuck           |
| Ed Herlihy        | Dooley               |
| Sandy Ward        | Sistrunk             |
| Lance Kinsey      | Proctor              |